# Topólka (gmina)
Topólka (do 1954 gmina Czamanin) – gmina wiejska w Polsce położona w województwie kujawsko-pomorskim, w powiecie radziejowskim. W latach 1975–1998 gmina administracyjnie należała do województwa włocławskiego.
Siedzibą gminy jest Topólka.
Według danych z 30 czerwca 2004 gminę zamieszkiwało 5050 osób.

## Struktura powierzchni
Według danych z roku 2002 gmina Topólka ma obszar 102,92 km², w tym:
- użytki rolne: 78%
- użytki leśne: 9%

Gmina stanowi 16,96% powierzchni powiatu.

## Demografia

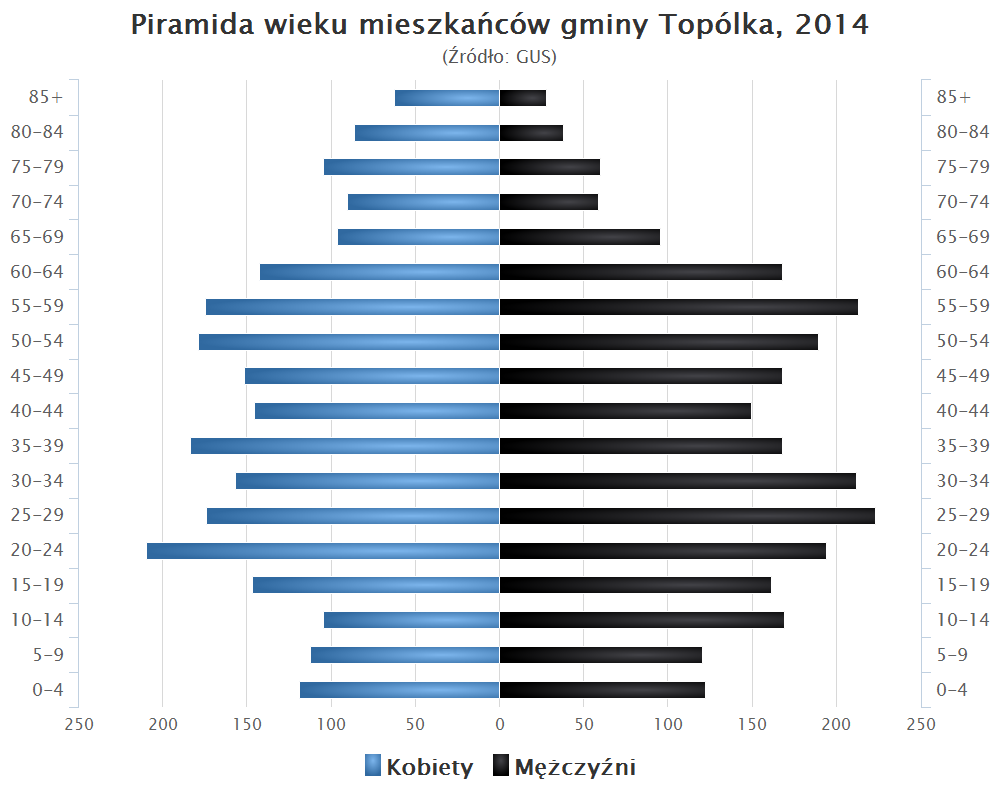
Piramida wieku mieszkańców gminy Topólka w 2014 roku

Dane z 24 maja 2007:
| Opis                              | Ogółem | Ogółem | Kobiety | Kobiety | Mężczyźni | Mężczyźni |
| --------------------------------- | ------ | ------ | ------- | ------- | --------- | --------- |
| jednostka                         | osób   | %      | osób    | %       | osób      | %         |
| populacja                         | 5050   | 100    | 2468    | 48,9    | 2582      | 51,1      |
| gęstość zaludnienia (mieszk./km²) | 49,1   | 49,1   | 24      | 24      | 25,1      | 25,1      |

## Zabytki
Wykaz zarejestrowanych zabytków nieruchomych na terenie gminy:
- park dworski z końca XIX w. w Czamaninie, nr 146/A z 05.09.1984 roku
- drewniana kaplica pod wezwaniem św. Hieronima z 1771 roku w Czamaninku, nr 68/3/A z 28.04.1966 roku
- zespół dworski z drugiej połowy XIX w. w Kamieńcu, obejmujący: dwór; park, nr 148/A z 06.09.1984 roku
- drewniany kościół parafii pod wezwaniem św. Doroty z 1775 roku w Orlem, nr 25/308 z 20.05.1955 roku
- kościół parafii pod wezwaniem Matki Boskiej Anielskiej z 1862 roku w Świerczynie, nr 67/2/A z 27.04.1966 roku
- zespół dworski w Świerczynie, obejmujący: dwór z 1872; park z połowy XIX w., nr 147/A z 05.09.1984 roku.

## Sołectwa
Bielki, Borek, Chalno, Czamanin, Czamanin-Kolonia, Czamaninek, Galonki, Głuszynek, Kamieniec, Kamieńczyk, Kozjaty, Miłachówek, Orle, Paniewek, Paniewo, Sadłóg, Sadłóżek, Sierakowy, Świerczyn, Świerczynek, Topólka, Torzewo, Wola Jurkowa, Znaniewo.

## Pozostałe miejscowości
Biele, Chalno-Parcele, Dębianki, Galonki-Kolonia, Gawroniec, Iłowo, Jurkowo, Karczówek, Kolonia Chalińska, Miałkie, Opielanka, Orle (osada leśna), Rogalki, Rybiny, Rybiny Leśne, Świnki, Wola Jurkowa, Wyrobki, Zgniły Głuszynek, Żabieniec.

## Sąsiednie gminy
Babiak, Bytoń, Izbica Kujawska, Lubraniec, Osięciny, Piotrków Kujawski, Wierzbinek